# Fabrice Martin
Pour les articles homonymes, voir Martin (nom de famille).
Fabrice Martin, né le 11 septembre 1986 à Bayonne (Pyrénées-Atlantiques), est un joueur de tennis professionnel français.
Il adopte un jeu de type service-volée. Sa surface préférée est le dur. Il est avant tout spécialiste du double.

## Carrière
Installé en Floride, Fabrice Martin commence sa carrière sur le circuit Futures en Amérique du Sud et aux États-Unis et remporte son premier tournoi au Venezuela en 2008. Il totalise 5 titres en simple et 24 en double dans cette catégorie de tournois.
Il se fait remarquer en 2011 lorsqu'il remporte le tournoi Challenger de Recanati en étant classé 507e mondial et issu des qualifications. Il élimine trois joueurs du top 200 dont Grega Žemlja et Kenny de Schepper en finale. L'année suivante, il parvient de nouveau à atteindre la finale du tournoi mais s'incline contre Simone Bolelli. En 2012, il participe également aux tournois de qualification de l'Open d'Australie et de Roland Garros, mais s'y incline dès le premier tour.
En 2014, il accède à la finale du Challenger de Granby qu'il perd contre Hiroki Moriya. Deux semaines plus tard, alors classé 347e et dernier entrant dans les qualifications, il élimine Benjamin Becker (56e) lors du Masters du Canada. Il réalise une dernière performance notable début 2015 en se qualifiant pour son premier tournoi ATP à Dubaï en éliminant Evgeny Donskoy et puis Borna Ćorić (84e, 6-3, 6-75, 7-65). Spécialiste du double depuis cette saison, il dispute la finale du tournoi de Zagreb associé à l'Indien Purav Raja. Demi-finalistes à Bogota et Newport, ils remportent le Challenger de Portorož en août. Martin s'est aussi imposé à Szczecin et à Orléans avec Tristan Lamasine.
En 2016, il remporte son premier tournoi ATP à Chennai avec Oliver Marach, suivi d'un second quelques semaines plus tard au tournoi de Delray Beach en disposant en finale des frères Bryan face à qui ils ont dû écarter six balles de match. Il atteint également les quarts de finale des Masters 1000 d'Indian Wells et de Miami aux côtés de Jérémy Chardy, ainsi que trois autres finales avec Marach dont celle de l'Open de Vienne. En 2017, il remporte le tournoi de Doha, aux côtés de son ami Jérémy Chardy, après avoir éliminé en 1/2 finale les nos 2 mondiaux, Jamie Murray et Bruno Soares, et en finale Vasek Pospisil et Radek Štěpánek. Avec Édouard Roger-Vasselin, il est quart de finaliste des Internationaux du Canada et finaliste de l'ATP 500 de Bâle.
En 2019, toujours avec Jérémy Chardy, il remporte les tournois de Marseille en février et d'Estoril en mai. Associés à Roland-Garros, il atteint de façon inattendue la finale après avoir notamment écarté les paires Łukasz Kubot/Marcelo Melo au 3e tour (5-7, 6-2, 6-3) et Juan Sebastián Cabal/Robert Farah en demi-finale (7-5, 6-4). Il s'incline finalement contre la paire allemande composée de Kevin Krawietz et Andreas Mies (6-2, 7-63).

## Palmarès

### Titres en double messieurs
| No | Date       | Nom et lieu du tournoi                     | Catégorie | Dotation    | Surface      | Partenaire      | Finalistes                       | Score              |          |
| -- | ---------- | ------------------------------------------ | --------- | ----------- | ------------ | --------------- | -------------------------------- | ------------------ | -------- |
| 1  | 04-01-2016 | Aircel Chennai Open Chennai                | ATP 250   | 425 535 $   | Dur (ext.)   | Oliver Marach   | Austin Krajicek Benoît Paire     | 6-3, 7-5           | Parcours |
| 2  | 15-02-2016 | Delray Beach Open Delray Beach             | ATP 250   | 514 065 $   | Dur (ext.)   | Oliver Marach   | Bob Bryan Mike Bryan             | 3-6, 7-67, [13-11] | Parcours |
| 3  | 02-01-2017 | Qatar ExxonMobil Open Doha                 | ATP 250   | 1 237 190 $ | Dur (ext.)   | Jérémy Chardy   | Vasek Pospisil Radek Štěpánek    | 6-4, 7-63          | Parcours |
| 4  | 18-02-2019 | Open 13 Provence Marseille                 | ATP 250   | 668 485 €   | Dur (int.)   | Jérémy Chardy   | Ben McLachlan Matwé Middelkoop   | 6-3, 64-7, [10-3]  | Parcours |
| 5  | 29-04-2019 | Millenium Estoril Open Estoril             | ATP 250   | 524 340 €   | Terre (ext.) | Jérémy Chardy   | Luke Bambridge Jonny O'Mara      | 7-5, 7-63          | Parcours |
| 6  | 12-01-2020 | Adelaide International Adélaïde            | ATP 250   | 546 355 $   | Dur (ext.)   | Máximo González | Ivan Dodig Filip Polášek         | 7-612, 6-3         | Parcours |
| 7  | 18-10-2021 | European Open Anvers                       | ATP 250   | 508 600 €   | Dur (int.)   | Nicolas Mahut   | Wesley Koolhof Jean-Julien Rojer | 6-0, 6-1           | Parcours |
| 8  | 27-02-2023 | Dubai Duty Free Tennis Championships Dubaï | ATP 500   | 2 855 495 $ | Dur (ext.)   | Maxime Cressy   | Lloyd Glasspool Harri Heliövaara | 7-62, 6-4          | Parcours |

### Finales en double messieurs
| No | Date       | Nom et lieu du tournoi           | Catégorie    | Dotation    | Surface      | Vainqueurs                               | Partenaire             | Score             |          |
| -- | ---------- | -------------------------------- | ------------ | ----------- | ------------ | ---------------------------------------- | ---------------------- | ----------------- | -------- |
| 1  | 02-02-2015 | PBZ Zagreb Indoors Zagreb        | ATP 250      | 439 405 €   | Dur (int.)   | Marin Draganja Henri Kontinen            | Purav Raja             | 6-4, 6-4          | Parcours |
| 2  | 06-06-2016 | MercedesCup Stuttgart            | ATP 250      | 606 525 €   | Gazon (ext.) | Marcus Daniell Artem Sitak               | Oliver Marach          | 64-7, 6-4, [10-8] | Parcours |
| 3  | 26-09-2016 | Shenzhen Open Shenzhen           | ATP 250      | 641 305 $   | Dur (ext.)   | Fabio Fognini Robert Lindstedt           | Oliver Marach          | 7-64, 6-3         | Parcours |
| 4  | 24-10-2016 | Erste Bank Open Vienne           | ATP 500      | 1 884 645 € | Dur (int.)   | Łukasz Kubot Marcelo Melo                | Oliver Marach          | 4-6, 6-3, [13-11] | Parcours |
| 5  | 06-02-2017 | Open Sud de France Montpellier   | ATP 250      | 482 060 €   | Dur (int.)   | Alexander Zverev Mischa Zverev           | Daniel Nestor          | 6-4, 63-7, [10-7] | Parcours |
| 6  | 01-05-2017 | BMW Open by FWU Munich           | ATP 250      | 482 060 €   | Terre (ext.) | Juan Sebastián Cabal Robert Farah        | Jérémy Chardy          | 6-3, 6-3          | Parcours |
| 7  | 23-10-2017 | Swiss Indoors Basel Bâle         | ATP 500      | 1 837 425 € | Dur (int.)   | Ivan Dodig Marcel Granollers             | Édouard Roger-Vasselin | 7-5, 7-66         | Parcours |
| 8  | 28-05-2019 | Roland-Garros Paris              | G. Chelem    | NC €        | Terre (ext.) | Kevin Krawietz Andreas Mies              | Jérémy Chardy          | 6-2, 7-63         | Parcours |
| 9  | 23-09-2019 | Chengdu Open Chengdu             | ATP 250      | 1 096 575 $ | Dur (ext.)   | Dušan Lajović Nikola Čačić               | Jonathan Erlich        | 7-69, 3-6, [10-3] | Parcours |
| 10 | 14-09-2020 | Internazionali BNL d'Italia Rome | Masters 1000 | 3 465 045 € | Terre (ext.) | Marcel Granollers Horacio Zeballos       | Jérémy Chardy          | 6-4, 5-7, [10-8]  | Parcours |
| 11 | 31-01-2021 | Murray River Open Melbourne      | ATP 250      | 320 775 $   | Dur (ext.)   | Nikola Mektić Mate Pavić                 | Jérémy Chardy          | 7-62, 6-3         | Parcours |
| 12 | 03-10-2022 | Astana Open Astana               | ATP 500      | 1 900 000 $ | Dur (int.)   | Nikola Mektić Mate Pavić                 | Adrian Mannarino       | 6-4, 6-2          | Parcours |
| 13 | 20-02-2023 | Open 13 Provence Marseille       | ATP 250      | 707 510 €   | Dur (int.)   | Santiago González Édouard Roger-Vasselin | Nicolas Mahut          | 4-6, 7-64, [10-7] | Parcours |
| 14 | 15-07-2024 | EFG Swiss Open Gstaad Gstaad     | ATP 250      | 579 320 €   | Terre (ext.) | Yuki Bhambri Albano Olivetti             | Ugo Humbert            | 3-6, 6-3, [10-6]  | Parcours |

## Parcours dans les tournois du Grand Chelem

### En simple
N'a jamais participé à un tableau final.

### En double messieurs
| Année | Open d'Australie           | Open d'Australie               | Internationaux de France     | Internationaux de France    | Wimbledon                    | Wimbledon                 | US Open                     | US Open                       |
| ----- | -------------------------- | ------------------------------ | ---------------------------- | --------------------------- | ---------------------------- | ------------------------- | --------------------------- | ----------------------------- |
| 2013  | —                          | —                              | 1er tour (1/32) J. Eysseric  | Bob Bryan Mike Bryan        | —                            | —                         | —                           | —                             |
| 2014  | —                          | —                              | 1er tour (1/32) Hugo Nys     | A. Begemann Robin Haase     | —                            | —                         | —                           | —                             |
| 2015  | —                          | —                              | —                            | —                           | 1er tour (1/32) Purav Raja   | J. Marray F. Nielsen      | 2e tour (1/16) A. Mannarino | Raven Klaasen Rajeev Ram      |
| 2016  | 2e tour (1/16) O. Marach   | J. S. Cabal Robert Farah       | 2e tour (1/16) O. Marach     | Bob Bryan Mike Bryan        | 1/8 de finale O. Marach      | T. C. Huey Max Mirnyi     | 2e tour (1/16) O. Marach    | P. Carreño G. García          |
| 2017  | 2e tour (1/16) J. Eysseric | F. López Marc López            | 1er tour (1/32) D. Nestor    | S. González D. Young        | 2e tour (1/16) D. Nestor     | Hugo Nys A. Šančić        | 1/8 de finale J. Chardy     | F. López Marc López           |
| 2018  | 1/8 de finale J. Chardy    | Bob Bryan Mike Bryan           | 1er tour (1/32) Purav Raja   | Yuki Bhambri Divij Sharan   | 1er tour (1/32) Purav Raja   | Mirza Bašić Dušan Lajović | 1/8 de finale J. Chardy     | R. Bopanna É. Roger-Vasselin  |
| 2019  | 2e tour (1/16) J. Chardy   | Łukasz Kubot H. Zeballos       | Finale J. Chardy             | Kevin Krawietz Andreas Mies | 2e tour (1/16) Hugo Nys      | J.-J. Rojer Horia Tecău   | 1/8 de finale J. Chardy     | Luke Bambridge Ben McLachlan  |
| 2020  | 2e tour (1/16) M. González | Henri Kontinen J.-L. Struff    | 1/8 de finale J. Chardy      | Rajeev Ram Joe Salisbury    | Annulé                       | Annulé                    | 1er tour (1/16) J. Chardy   | C. Harrison R. Harrison       |
| 2021  | 1er tour (1/32) J. Chardy  | S. Bolelli M. González         | 2e tour (1/16) J. Chardy     | S. Bolelli M. González      | 1/8 de finale J. Chardy      | R. Klaasen B. McLachlan   | 2e tour (1/16) J. Chardy    | M. Granollers H. Zeballos     |
| 2022  | 1er tour (1/32) N. Mahut   | A. Nedovyesov A.-U.-H. Qureshi | 2e tour (1/16) A. Golubev    | R. Bopanna M. Middelkoop    | 2e tour (1/16) Hugo Nys      | Rajeev Ram Joe Salisbury  | 1er tour (1/32) J. O'Mara   | Hugo Nys J. Zieliński         |
| 2023  | 1/2 finale J. Chardy       | Hugo Nys J. Zieliński          | 1er tour (1/32) J. Chardy    | M. González A. Molteni      | 2e tour (1/16) A. Mies       | Ariel Behar A. Pavlásek   | 1er tour (1/32) M. Cressy   | S. González É. Roger-Vasselin |
| 2024  | —                          | —                              | 1er tour (1/32) A. Mannarino | M. Granollers H. Zeballos   | 2e tour (1/16) M. Middelkoop | M. Purcell J. Thompson    | 2e tour (1/16) J. Eysseric  | N. Lammons J. Withrow         |

N.B. : le nom du partenaire se trouve sous le résultat ; le nom des ultimes adversaires se trouve à droite.

### En double mixte
| Année | Open d'Australie             | Open d'Australie            | Internationaux de France            | Internationaux de France        | Wimbledon                    | Wimbledon                | US Open                      | US Open                     |
| ----- | ---------------------------- | --------------------------- | ----------------------------------- | ------------------------------- | ---------------------------- | ------------------------ | ---------------------------- | --------------------------- |
| 2016  | —                            | —                           | 2e tour (1/8) G. Voskoboeva         | A. Hlaváčková É. Roger-Vasselin | 1er tour (1/32) Olga Savchuk | E. Svitolina C. Guccione | 1er tour (1/16) Darija Jurak | A. Hlaváčková Łukasz Kubot  |
| 2017  | 2e tour (1/8) Xu Yifan       | B. Mattek-Sands Mike Bryan  | 1er tour (1/16) Xu Yifan            | Chloé Paquet Benoît Paire       | 2e tour (1/16) Raluca Olaru  | G. Dabrowski R. Bopanna  | 2e tour (1/16) J. Ostapenko  | An. Rodionova Oliver Marach |
| 2018  | 1er tour (1/8) R. Voráčová   | Abigail Spears J. S. Cabal  | —                                   | —                               | 2e tour (1/16) Raluca Olaru  | Chan H.-c. Nikola Mektić | —                            | —                           |
| 2019  | —                            | —                           | 1er tour (1/16) P. Parmentier       | A. Muhammad L. Bambridge        | 2e tour (1/16) R. Atawo      | S. Williams A. Murray    | 1/4 de finale R. Atawo       | Latisha Chan Ivan Dodig     |
| 2020  | 1er tour (1/16) Darija Jurak | Jessica Moore Matthew Ebden | Annulé                              | Annulé                          | Annulé                       | Annulé                   | Annulé                       | Annulé                      |
| 2021  | 1er tour (1/16) C. Dolehide  | N. Melichar R. Farah        | Annulé                              | Annulé                          | 2e tour (1/16) A. Guarachi   | T. Moore A. Fery         | 1/4 de finale Y. Shvedova    | D. Yastremska M. Purcell    |
| 2022  | 1er tour (1/16) A. Muhammad  | S. Stosur M. Ebden          | 1er tour (1/16) T. Andrianjafitrimo | S. Stosur M. Ebden              | —                            | —                        | —                            | —                           |
| 2023  | —                            | —                           | 1/4 de finale Chan H.-c.            | A. Sutjiadi M. Middelkoop       | 1er tour (1/16) Chan H.-c.   | L. Fernandez W. Koolhof  | —                            | —                           |
| 2024  | —                            | —                           | —                                   | —                               | —                            | —                        | 1er tour (1/16) A. Panova    | M. Mateas M. McDonald       |

N.B. : le nom de la partenaire se trouve sous le résultat ; le nom des ultimes adversaires se trouve à droite.

## Classements ATP en fin de saison
| Année          | 2004 | 2005 | 2006 | 2007 | 2008 | 2009 | 2010 | 2011 | 2012 | 2013 | 2014 | 2015 | 2016 | 2017 | 2018 | 2019 | 2020 | 2021 | 2022 | 2023 |
| Rang en simple | 1447 | 860  | 640  | 1003 | 527  | 642  | 421  | 260  | 314  | 559  | 305  | 825  | 970  | –    | –    | –    | –    | –    | –    | –    |
| Rang en double | –    | 1483 | 728  | 910  | 610  | 399  | 379  | 254  | 246  | 209  | 148  | 71   | 37   | 33   | 87   | 29   | 26   | 27   | 57   | 28   |

Source : (en) Classements de Fabrice Martin sur le site officiel de la Fédération internationale de tennis